# Janusz Korczak
Janusz Korczak, pseudoniem van Henryk Goldszmit, (Warschau, 22 juli 1878/1879 - Treblinka, ca. 7 augustus 1942) was een Poolse kinderarts, pedagoog en kinderboekenschrijver, ook bekend als de Oude Dokter (Stary Doktor). Hij was van Joodse afkomst.

## Biografie
Korczak werd geboren in een geassimileerde Joodse familie. Zijn vader Józef Goldszmit stierf in 1896, waardoor zijn familie zonder bron van inkomsten kwam. Als tiener was Korczak broodwinner voor zijn moeder, zus en grootmoeder.
In 1898 gebruikte hij het pseudoniem Janusz Korczak in een literaire wedstrijd die de pianist Ignacy Jan Paderewski organiseerde. Tijdens de jaren 1898-1904 studeerde Korczak medicijnen in Warschau en schreef hij voor meerdere Poolse kranten. Na zijn afstuderen werd hij kinderarts. Gedurende de Russisch-Japanse Oorlog van 1904-1905 was hij militair arts in het Russische leger. Polen kwam in die jaren niet voor op de Europese landkaart en Warschau was Russisch. Na de oorlog werd hij weer kinderarts. Een kinderboek dat hij schreef kreeg enige bekendheid.
In de jaren 1907-1908 studeerde Korczak in Berlijn. Toen hij in 1909 voor een weeshuis werkte, ontmoette hij Stefania Wilczyńska. In 1911-1912 was hij directeur van Dom Sierot, een weeshuis voor joodse kinderen in Warschau dat hij zelf stichtte. Stefania Wilczyńska werd zijn naaste medewerker. Dom Sierot was een soort republiek voor kinderen met een eigen parlement, een gerechtshof en een krant. Door zijn aanpak werd hij bekender als pedagoog dan als kinderarts.
In 1914 bij het uitbreken van de Eerste Wereldoorlog, werd Korczak weer militair arts, met de rang van luitenant in het Russische leger. In zijn vrije tijd schreef hij pedagogische essays. In Kiev ontmoette hij Maryna Falska, die later zijn assistent in Warschau zou worden. Hij keerde terug naar Warschau, nog voordat Polen in 1918 na 123 jaar weer een onafhankelijk land werd.
Na de Eerste Wereldoorlog nam hij zijn taak in Dom Sierot weer op en stichtte hij een tweede weeshuis, Nasz dom (Ons Huis). Tijdens de Pools-Russische Oorlog (1919-1921) diende hij weer als militair arts, ditmaal in het Poolse leger met de rang van majoor. Hij werd teruggeplaatst naar Warschau na een korte periode in Łódź. Hij kreeg vlektyfus en zijn moeder overleed dat jaar aan deze ziekte.

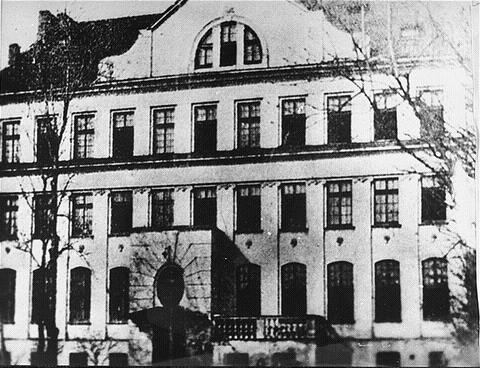
Het weeshuis in de Krochmalna Straat waar Korczak werkte. Hij woonde er in een kamer op de zolderverdieping.

In 1926 liet hij kinderen een eigen krant beginnen, de Mały Przegląd, als een wekelijks bijvoegsel bij het Pools-joodse dagblad Nasz Przegląd.
Gedurende de jaren 1930 had hij een eigen radioprogramma, dat werd gestaakt na aantijgingen van antisemieten. In 1933 ontving hij een hoge Poolse staatsonderscheiding: het Zilveren Kruis van de Orde Polonia Restituta. In de periode 1934-1936 reisde Korczak jaarlijks naar het Britse mandaatgebied Palestina waar hij kibboetsen bezocht. Dit alles leidde tot tegen hem gerichte artikelen in enkele rechts-nationalistische kranten. Hierdoor moest hij ook breken met het niet-Joodse weeshuis waar hij voor werkte. Toch vertrok hij niet naar Palestina, zelfs toen Wilczyńska daar in 1938 een jaar ging wonen.
Bij de uitbraak van de Tweede Wereldoorlog in 1939 meldde Korczak zich als vrijwilliger bij het Poolse leger. Hij was toen zestig jaar en zijn gevorderde leeftijd liet niet toe dat hij dienst nam. Hij zag hoe de Wehrmacht Warschau innam, en de minachting waarmee de Polen en dan vooral de Joden door het Duitse 'Herrenvolk' werden behandeld. Toen de nazi's het Getto van Warschau creëerden in 1940, werd zijn weeshuis gedwongen naar het getto van Warschau te verhuizen. Korczak ging bij het weeshuis inwonen.
Op 5 (of 6) augustus 1942 kwamen Duitse soldaten de 192 (of 196) weeskinderen ophalen en ongeveer een dozijn stafleden om hen naar het vernietigingskamp Treblinka te brengen. Korczak hoefde niet mee te gaan wegens zijn achtergrond, maar hij sloeg het aanbod om achter te blijven meerdere keren af. Hij zei geen afstand te zullen doen van zijn kinderen. Bij hun vertrek werden de kinderen in hun mooiste kleren gekleed en ieder droeg een blauwe zak met daarin een lievelingsboek of -speeltje. Joshua Perle, een ooggetuige, beschrijft de processie van Korczak en de kinderen door het getto naar de Umschlagplatz de deportatieplaats waar de treinen vertrokken naar de vernietigingskampen:

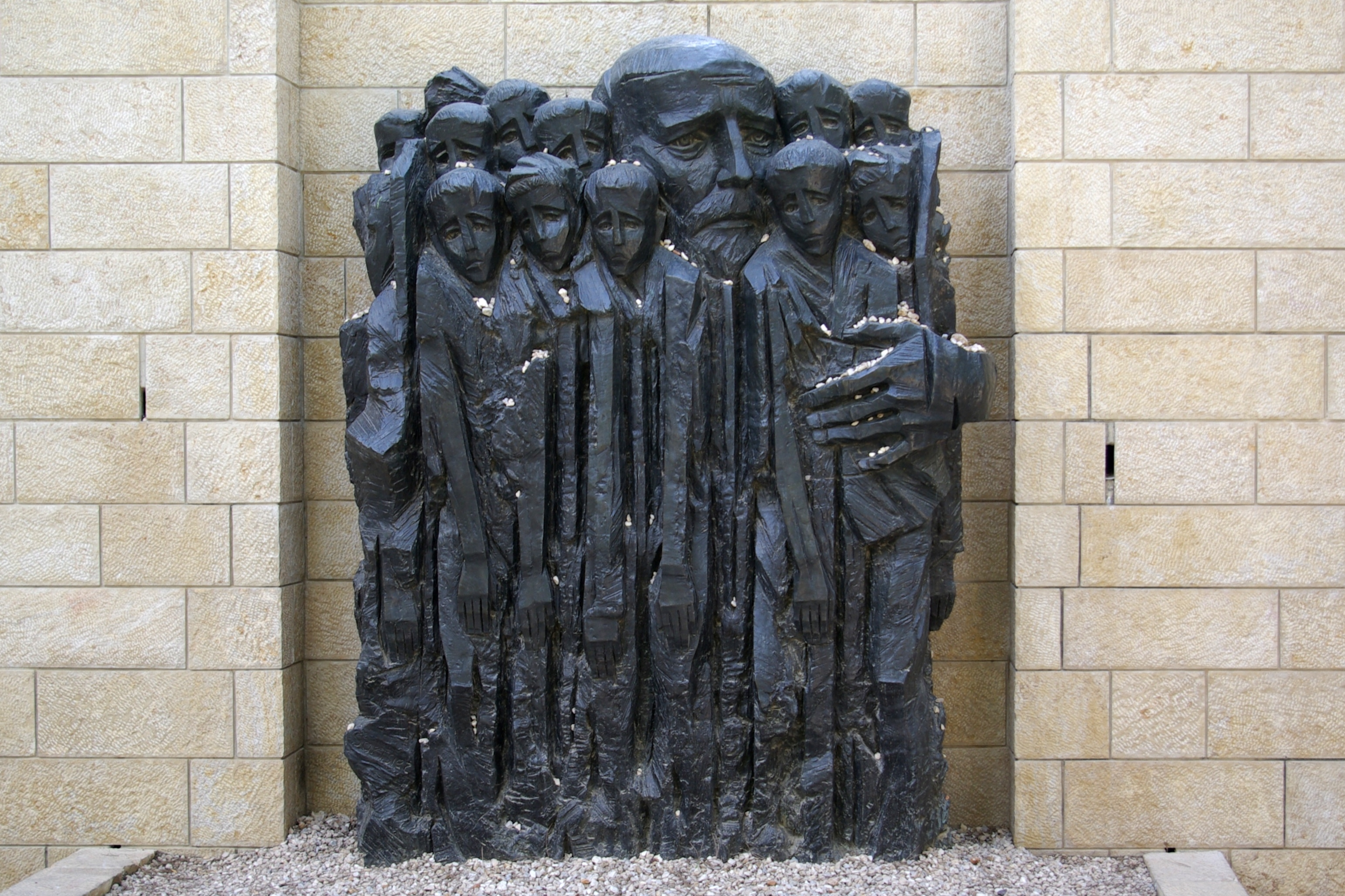
Janusz Korczak en de kinderen in Yad Vashem

...Een wonder gebeurde. Tweehonderd kinderen schreeuwden niet. Tweehonderd zuivere zielen, die ter dood worden veroordeeld, huilden niet. Niet één van hen liep weg. Niemand probeerde zich te verbergen. Als getroffen zwaluwen klampten zij zich vast aan hun leraar en mentor, aan hun vader en broer, Janusz Korczak, opdat hij hen beschermen en redden zou. Janusz Korczak liep voorop, het hoofd gebogen, met een kind aan elke hand, zonder hoed, een leren riem rond zijn middel, en hoge laarzen dragend. Enkele verpleegsters werden gevolgd door tweehonderd kinderen, gekleed in schone en keurig verzorgde kleren, alsof zij naar het altaar werden gedragen [...] Van alle kanten waren de kinderen omringd door Duitsers, Oekraïners, en dit keer ook Joodse politieagenten. Dezen ranselden op hen in. De stenen van de straat huilden bij het gezicht van die processie.
Volgens de legende, toen de groep kinderen eindelijk de Umschlagplatz bereikte, herkende een SS-officier Korczak als de schrijver van een van zijn favoriete kinderboeken en bood hem aan niet in de trein te gaan, maar Korczak weigerde opnieuw. Hij ging de trein in met de kinderen en werd nooit meer gezien. Later ging er een gerucht rond dat Korczak en de kinderen waren gered. Er school echter geen waarheid in deze verhalen. Aangenomen wordt dat Korczak en zijn kinderen direct bij aankomst in Treblinka in een gaskamer door de Duitse SS werden vermoord. Er is een herdenkingsmonument voor Janusz Korczak op de Powazki-begraafplaats in Warschau en in Yad Vashem in Jeruzalem.

## Beknopte bibliografie

### Fictie
- Straatkinderen (Dzieci ulicy, Warschau, 1901)
- Koszałki Opałki (Warschau, 1905)
- Het Salonkind (Dziecko salonu, Warschau, 1906, 2e druk 1927) – deels autobiografisch
- Mośki, Joski i Srule (Warschau, 1910)
- Józki, Jaśki i Franki (Warschau, 1911)
- Sława (Warschau, 1913, herzien 1935 en 1937)
- Bobo (Warschau, 1914)
- Koning Matthijsje de Eerste (Król Maciuś Pierwszy, Warschau, 1923)
- Koning Matthijsje op het onbewoonde eiland (Król Maciuś na wyspie bezludnej, Warschau 1923)
- Bankructwo małego Dżeka (Warschau, 1924)
- Als ik weer klein ben (Kiedy znów będę mały, Warschau, 1925)
- Senaat der dwazen (Senat szaleńców, humoreska ponura een toneelstuk voor het Atheneumtheater in Warschau, 1931)
- Kajtuś czarodziej (Warschau, 1935)
- Janus Korczak wordt geëerd in het boek De poppenspeler van Warschau van Eva Weaver (2013)

### Pedagogische boeken
- Momenty wychowawcze (Warschau, 1919, 2e druk 1924)
- Hoe houd je van een kind (Jak kochać dziecko, Warschau 1919, 2e druk 1920 als Jak kochać dzieci)
- Het recht van het kind op respect (Prawo dziecka do szacunku, Warschau, 1929)
- Pedagogika żartobliwa (Warschau, 1933)
- De republiek der kinderen. Korczakiana deel 6 (SWP, 2012)
- Hoe houd je van een kind. Het kind in het gezin, Korczakiana deel 5 (SWP, 2010)
- Dagboek. In het Ghetto van Warschau. Korczakiana deel 4 (SWP, 2001)
- Onder vier ogen met God. Gebeden van hen die niet bidden. Korczakiana deel 3 (SWP, 2003)
- Het recht van het kind op respect. Korczakiana deel 2 (SWP, 2007)

### Andere boeken
- Dagboek (Pamiętnik, Warschau, 1958)